# 街灯の下で鍵を探す
街灯の下で鍵を探す（がいとうのしたでかぎをさがす）は、古くはアラブに起源があるというたとえ話。多くの変種がある。経済学で引かれることが多い。英語では、"under the street light" joke あるいは"looking-for-keys-under-the-streetlight" jokeなどという。

## 概要
ある公園の街灯の下で、何かを探している男がいた。そこに通りかかった人が、その男に「何を探しているのか」と尋ねた。すると、その男は、「家の鍵を失くしたので探している」と言った。通りかかりの人は、それを気の毒に思って、しばらく一緒に探したが、鍵は見つからなかった。そこで、通りかかりの人は、男に「本当にここで鍵を失くしたのか」と訊いた。すると、男は、平然としてこう応えた。「いや、鍵を失くしたのは、あっちの暗いほうなんですが、あそこは暗くて何も見えないから、光の当たっているこっちを探しているんです」

### 変種
上の譬えは、以下のように人や場所を変えて語られている。
- 落とした場所
  - 車庫、家の中、自動車の横
- 探している場所
  - 家の前の街灯の下
- 探している人
  - 酔っ払い
- 一緒に探す人
  - よき隣人、サマリタン、警官、帰宅途中の人

## 教訓
この譬え話は、さまざまな教訓として解釈されており、特に学問研究に関するものが多い。その場合、次の状態を揶揄するものと理解されている。
本当に重要なところはどこか分かっているが、そこは分析する方法がない。そこで、光が当っているところばかりが研究されている。
これを経済学に当てはめると、次の寓意が生まれる。
新古典派の経済学は、最大化や均衡などの理論枠組みによって数学的な定式化が進んでおり、社会科学としては最も理論的・科学的であるという理解がある。しかし、実際には、数学を使って定式化できるところだけが研究されているのであって、本当に重要なところは研究されていない。
たとえば、Martin Shubikは、次のように引用している。
一般均衡理論は、間違いなく素晴らしい知的成果である。しかし、それは、いかなる意味でもニュートン力学の水準にはない。何千という財とサービス（しばしばシステムの全体までも）が売られている巨大で複雑な諸企業の世界では、われわれが（最善の場合でも単純な極限事例をカバーするにすぎない）単純なモデルに固執しているのは、滑稽なことだ。わたしは、あの酔っ払いの話を思い出す。彼は、夜に鍵をなくして、それを探すために街灯の下で時間を費やしていた。鍵を失くしたのはそこから50ヤード離れていたが、街灯の下は、何かを見ることのできる唯一の場所だったのである。

## 異なった解釈
野口悠紀雄は、「街灯の下で鍵を探す」という喩えを「分析できるところから研究すべきである」という意味で捉えている。野口によれば、物理学が進歩したのは、「街灯の下原則」に狙っていたからだという。
ここから、経営上の知恵として、まず
- 「分かるところを探せ」
- 「自分の強みの周辺を探せ」

などの教訓とするものがある。こうなると、「街灯の下で鍵を探す」という喩えの原意が、まったく反対になっている。

## 使用例
- 秋葉忠利　広島市長　2011年2月4日　記者会見[6][7]
道州制の議論が政令指定都市の問題の解決には余り役立たない譬えとして。
- 和田昭允『物理学は越境する ゲノムへの道』岩波書店、2005[8]
ファインマンによる寓話として。物理の研究者がやっている生命研究はそれに近いという皮肉。